# Kristoffer Nielsen
Kristoffer Gudmund Nielsen (Brønshøj, municipi de Copenhaguen 20 de maig de 1985) és un ciclista danès, que fou professional entre 2004 i 2009. Un cop retirat ha passat a la direcció esportiva d'equips ciclistes.

## Palmarès
- 2003
  -  Campió de Dinamarca de contrarellotge per equips
- 2005
  -  Campió de Dinamarca de contrarellotge per equips
- 2006
  - Vencedor d'una etapa de la Volta a Eslovàquia
- 2008
  -  Campió de Dinamarca de contrarellotge per equips
  - 1r a la Volta a Eslovàquia